# Tapio Korjus
Seppo Tapio Aleksanteri Korjus (ur. 10 lutego 1961 w Vehkalahti) – fiński lekkoatleta, oszczepnik. Mistrz olimpijski z Seulu. 
Należał do krajowej czołówki, jednak długo nie odnosił międzynarodowych sukcesów. Był mistrzem Finlandii w 1987 i 1988. W Seulu niespodziewanie triumfował, pokonując m.in. Jana Železnego. Pracuje jako trener.